# Tropická deprese 23W
Tropická deprese 23W byla tropická cyklóna, která se 7. října 2017 zformovala na Filipínách a 10. října se rozptýlila v Laosu. 
Ve Vietnamu způsobila záplavy, sesuvy půdy a zničení nebo poškození stovek budov. Bouře zabila 100 lidí a tisíce zvířat.